# Raymond Leblanc
Raymond Leblanc (Longlier, 1915. május 22. – Brüsszel, 2008. március 21.) befolyásos belga kiadó, aki leginkább a Le Lombard kiadó megalapításáról és a Tintin magazin elindításáról ismert. Kulcsszerepet játszott a francia-belga képregény aranykorának megteremtésében, olyan ikonikus képregénysorozatok kiadásával, mint a Tintin kalandjai, a Lucky Luke, és az Asterix.

## Pályafutása
Leblanc vámtisztviselőként kezdte pályáját, de hamarosan a kiadói világ felé fordult az érdeklődése. A második világháború alatt a belga ellenállásban tevékenykedett. A háború után felismerte a képregényekben rejlő hatalmas potenciált a fiatal olvasóközönség számára.
1946-ban megalapította a Le Lombard kiadót. Legjelentősebb lépése az volt, amikor 1946. szeptember 26-án elindította a Tintin magazint. A magazin gyorsan népszerűvé vált, köszönhetően Hergé Tintin kalandjai sorozatának, valamint más tehetséges képregényrajzolók munkáinak, akik közül mindenképp említést érdemel Edgar P. Jacobs (Blake és Mortimer) és Willy Vandersteen (Suske en Wiske, bár ez utóbbi később átkerült egy másik kiadóhoz).
Leblanc felismerte a minőségi történetmesélés és a vonzó grafika fontosságát. Olyan tehetségeket karolt fel, akik később a képregény történetének meghatározó alakjaivá váltak. A Tintin magazin nem csupán szórakozást nyújtott, hanem kulturális és oktatási értékeket is közvetített. Cikkeivel, riportjaival és illusztrációival a fiatal olvasók világát szélesítette.
Az 1950-es és 1960-as években a Le Lombard tovább erősödött, olyan sikeres sorozatok kiadásával, mint Morris Lucky Luke-ja (amely egy ideig a Tintin magazinban jelent meg), és később René Goscinny és Albert Uderzo Asterixe (amely bár nem a Le Lombardnál indult, de Leblanc felismerte a benne rejlő lehetőségeket és kiadóként támogatta a terjesztését Belgiumban és azon túl).
Leblanc üzleti érzékének és a képregény iránti szenvedélyének köszönhetően a Le Lombard az egyik legjelentősebb képregénykiadóvá nőtte ki magát Európában. A kiadó nemcsak magazinokat, hanem képregényalbumokat is kiadott, amelyek lehetővé tették a hosszabb történetek összefüggő formában való olvasását.
Az 1980-as években Leblanc fokozatosan visszavonult az aktív irányítástól, de a befolyása a belga képregény világára továbbra is érezhető maradt. 2008-ban hunyt el Brüsszelben, gazdag örökséget hagyva maga után a képregény műfajában.

## Öröksége
Raymond Leblanc úttörő szerepet játszott a képregény mint elismert művészeti forma és szórakozási eszköz elfogadtatásában. A Tintin magazin és a Le Lombard kiadó megalapításával hozzájárult egy egész generáció kulturális neveléséhez, és megalapozta a francia-belga képregényipar nemzetközi sikerét. A kiadó ma is működik, ápolva Leblanc örökségét és továbbra is kiad klasszikus és új képregényeket.